# Беннетт, Изабелла
Изабелла Банни Беннетт (англ. Isabella Bennett, имя при рождении Кристофер Беннет; род. 7 октября 1986, Сан-Диего) —  рок-музыкант, автор песен, вокалистка, мим, графический дизайнер и иллюстратор, соосновательница театрально-музыкальной стимпанк-футуристической группы Steam Powered Giraffe и исполнительница одной из главных ролей в группе - робота Кролика (Bunny).

## Биография
Изабелла — близнец Дэвида Беннетта. Является трансгендерной женщиной.
В своей работе она вдохновляется творчеством Дали, Берна Хогарта и Леонардо Да Винчи.
Когда Банни была ребёнком, она постоянно рисовала и хотела стать мультипликатором, когда вырастет.
Позднее, изучая актёрское мастерство в калифорнийском Гроссмонт-колледже, они с братом познакомились с Джонатаном Спрейгом и Эрин Берк, с которыми вместе посещали класс пантомимы. Четверка студентов стала подрабатывать, выступая в сандиегском Парке Бальбоа в образах мимов-роботов. Затем их небольшая команда трансформировалась в музыкальную группу.
Изабелла является автором комикса, героями которого стали персонажи «Steam Powered Giraffe».
В 2013 году она совершила каминг-аут как трансгендерная женщина, в связи с чем сценический костюм Кролика претерпел существенные изменения, поскольку Банни решила придерживаться женского образа и во время выступлений.
В июне 2014 года Изабелла Банни Беннетт объявила о том, что вскоре собирается официально изменить имя Кристофер на имя Изабелла, и 11 февраля 2015 года получила документы на новое имя.

## Роботесса Кролик (сценический образ Изабеллы)

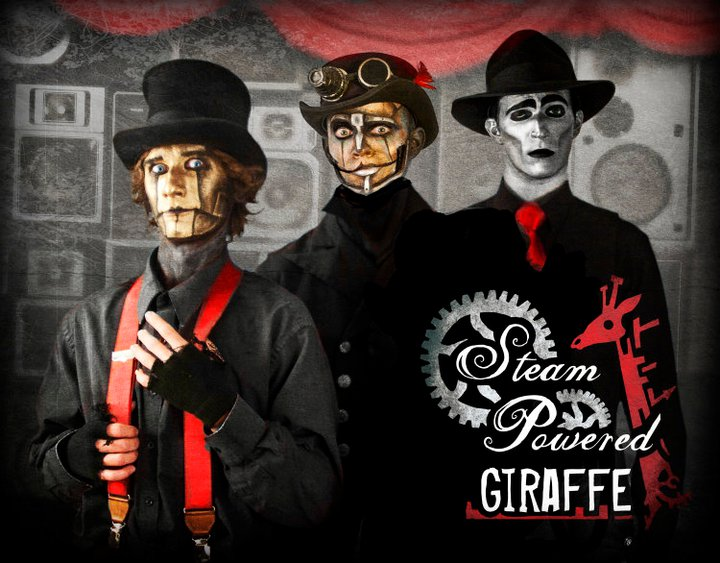
Steam Powered Giraffe

Вымышленная предыстория группы, сочиненная Изабеллой Беннетт и бывшей «Работницей Уолтера» Пэйдж Ло, повествует о создании роботов и нелегкой судьбе, предшествовавшей их музыкальной карьере.
Согласно легенде, в 1896 году полковник Питер Уолтер I соорудил этих роботов, поющих серенады, чтобы завоевать сердце возлюбленной. Другим творением изобретателя был огромный паромеханический жираф, который и подарил название группе. В результате ряда печальных событий музыкальным автоматам пришлось сменить гитары на оружие и отправиться на войну, а затем — вновь адаптироваться к мирной жизни.
Кролик (персонаж Изабеллы Банни Беннетт) — медный робот c фарфоровым покрытием в стиле стимпанк;
Так как в 2013 году Изабелла Беннетт совершила каминг-аут как трансгендерная женщина и в дальнейшем начала гормональную терапию, то изменениям подвергся и её персонаж. Изменение внешнего облика Кролика отразилось и на его вымышленной истории. Согласно ей, автоматон был изначально запрограммирован девушкой, но полковник Питер А. Уолтер I так и не успел воплотить в жизнь внешнее соответствие робота этой идее из-за развязавшейся войны с соперником. В наши дни, в 2014 году Кролик стала барахлить всё чаще, и потомок Питера Уолтера I - Питер Уолтер VI взялся за её починку. Обнаружив старые чертежи, он принял решение претворить в жизнь идею о роботе-девушке. Так роботесса наконец стала внешне соответствовать своему внутреннему миру.
Кролик - доброжелательная роботесса, но она подвержена большинству неисправностей из-за своего архаичного дизайна. В отличие от многих других музыкантов-роботов, Кролик все еще обладает множеством викторианских черт, что делает ее довольно неуклюжей. Она часто придумывает каламбуры, и ее любимым занятием помимо развлечений является кормление уток на могиле Уолтера.

## Внешние ссылки
- Изабелла на DevianArt
- Изабелла на Twitch Архивная копия от 31 марта 2019 на Wayback Machine
- Изабелла на Tumblr Архивная копия от 31 марта 2019 на Wayback Machine